# Ctenotus mastigura
Ctenotus mastigura (батогохвостий гребневухий сцинк) — вид сцинкоподібних ящірок родини сцинкових (Scincidae). Ендемік Австралії.

## Поширення і екологія
Батогохвості гребневухі сцинки мешкають на плато Мітчелл на крайньому північному заході регіону Кімберлі в Західній Австралії. Вони живуть в тропічних евкаліптових лісах та в тріщинах серед пісковикових і базальтових скель.